# Stazione meteorologica di Capo Corso
La stazione meteorologica di Capo Corso (in francese: Station météorologique de Cap-Corse, in corso: Stazioni meteurologhjca di Capicorsu) è la stazione meteorologica di riferimento per l'Organizzazione Mondiale della Meteorologia relativa all'estremità settentrionale della Corsica.

## Coordinate geografiche
La stazione meteo si trova in Corsica, nel territorio comunale di Ersa, sulle pendici di un promontorio all'estremità settentrionale del Capo Corso, presso il semaforo di Capo Corso, ad un'altezza di 106 metri s.l.m. e alle coordinate geografiche 43°00′00″N 9°22′01″E.

## Medie climatiche ufficiali

### Dati climatologici 1981-2010
In base alla media trentennale 1981-2010, la temperatura media del mese più freddo, febbraio, si attesta a +10,2 °C; quella del mese più caldo, agosto, è di circa +25,3 °C. Mediamente si contano annualmente 20,2 giorni con temperatura massima eguale o superiore ai 30 °C e 0,4 giorni di gelo.
Le precipitazioni medie annue sono di 530,8 mm, mediamente distribuite in 61 giorni di pioggia, con un picco in autunno ed un minimo in estate.
| Capo Corso (1981-2010)          | Mesi | Mesi | Mesi | Mesi | Mesi | Mesi | Mesi | Mesi | Mesi | Mesi | Mesi | Mesi | Stagioni | Stagioni | Stagioni | Stagioni | Anno  |
| Capo Corso (1981-2010)          | Gen  | Feb  | Mar  | Apr  | Mag  | Giu  | Lug  | Ago  | Set  | Ott  | Nov  | Dic  | Inv      | Pri      | Est      | Aut      | Anno  |
| ------------------------------- | ---- | ---- | ---- | ---- | ---- | ---- | ---- | ---- | ---- | ---- | ---- | ---- | -------- | -------- | -------- | -------- | ----- |
| T. max. media (°C)              | 12,5 | 12,4 | 14,6 | 17,0 | 21,3 | 25,2 | 28,3 | 28,4 | 24,6 | 20,9 | 16,4 | 13,4 | 12,8     | 17,6     | 27,3     | 20,6     | 19,6  |
| T. min. media (°C)              | 8,5  | 8,0  | 9,7  | 11,5 | 15,3 | 18,7 | 21,8 | 22,1 | 19,3 | 16,4 | 12,4 | 9,6  | 8,7      | 12,2     | 20,9     | 16,0     | 14,4  |
| Giorni di calura (Tmax ≥ 30 °C) | 0    | 0    | 0    | 0    | 0,3  | 2,7  | 8,1  | 8,2  | 0,9  | 0,0  | 0,0  | 0,0  | 0,0      | 0,3      | 19,0     | 0,9      | 20,2  |
| Giorni di gelo (Tmin ≤ 0 °C)    | 0,2  | 0,1  | 0,0  | 0,0  | 0,0  | 0,0  | 0,0  | 0,0  | 0,0  | 0,0  | 0,0  | 0,1  | 0,4      | 0,0      | 0,0      | 0,0      | 0,4   |
| Precipitazioni (mm)             | 42,2 | 35,0 | 37,7 | 46,4 | 29,9 | 24,1 | 9,3  | 16,7 | 63,3 | 79,0 | 88,9 | 58,3 | 135,5    | 114,0    | 50,1     | 231,2    | 530,8 |
| Giorni di pioggia               | 6    | 6    | 5    | 6    | 4    | 3    | 1    | 2    | 5    | 7    | 8    | 8    | 20       | 15       | 6        | 20       | 61    |

### Dati climatologici 1971-2000
In base alla media trentennale 1971-2000, la temperatura media del mese più freddo, febbraio, si attesta a circa +10,2 °C; quella del mese più caldo, agosto, è di circa +24,6 °C. Mediamente si contano annualmente 11,8 giorni con temperatura massima eguale o superiore ai 30 °C e 0,6 giorni di gelo.
Le precipitazioni medie annue sono di 557,6 mm, mediamente distribuite in 64 giorni di pioggia, con un picco in autunno ed un minimo in estate.
| Capo Corso (1971-2000)          | Mesi | Mesi | Mesi | Mesi | Mesi | Mesi | Mesi | Mesi | Mesi | Mesi | Mesi | Mesi | Stagioni | Stagioni | Stagioni | Stagioni | Anno  |
| Capo Corso (1971-2000)          | Gen  | Feb  | Mar  | Apr  | Mag  | Giu  | Lug  | Ago  | Set  | Ott  | Nov  | Dic  | Inv      | Pri      | Est      | Aut      | Anno  |
| ------------------------------- | ---- | ---- | ---- | ---- | ---- | ---- | ---- | ---- | ---- | ---- | ---- | ---- | -------- | -------- | -------- | -------- | ----- |
| T. max. media (°C)              | 12,2 | 12,2 | 14,0 | 16,2 | 20,4 | 24,1 | 27,4 | 27,6 | 24,1 | 20,1 | 15,7 | 13,2 | 12,5     | 16,9     | 26,4     | 20,0     | 18,9  |
| T. min. media (°C)              | 8,5  | 8,1  | 9,3  | 10,9 | 14,5 | 17,9 | 21,1 | 21,5 | 18,9 | 15,8 | 11,9 | 9,5  | 8,7      | 11,6     | 20,2     | 15,5     | 14,0  |
| Giorni di calura (Tmax ≥ 30 °C) | 0    | 0    | 0    | 0    | 0,1  | 0,9  | 4,7  | 5,7  | 0,4  | 0,0  | 0,0  | 0,0  | 0,0      | 0,1      | 11,3     | 0,4      | 11,8  |
| Giorni di gelo (Tmin ≤ 0 °C)    | 0,3  | 0,1  | 0,1  | 0,0  | 0,0  | 0,0  | 0,0  | 0,0  | 0,0  | 0,0  | 0,0  | 0,1  | 0,5      | 0,1      | 0,0      | 0,0      | 0,6   |
| Precipitazioni (mm)             | 46,8 | 44,0 | 48,9 | 48,0 | 33,7 | 25,8 | 7,0  | 18,5 | 64,0 | 86,2 | 83,5 | 51,2 | 142,0    | 130,6    | 51,3     | 233,7    | 557,6 |
| Giorni di pioggia               | 7    | 7    | 6    | 7    | 5    | 3    | 1    | 2    | 4    | 7    | 8    | 7    | 21       | 18       | 6        | 19       | 64    |

### Dati climatologici 1961-1990
In base alla media trentennale 1961-1990, la temperatura media del mese più freddo, gennaio, si attesta a quasi +10,0 °C; quella del mese più caldo, luglio, è di circa +24,1 °C. Mediamente si contano annualmente 9,7 giorni con temperatura massima eguale o superiore ai 30 °C e 0,6 giorni di gelo.
Le precipitazioni medie annue sono di 503,4 mm, mediamente distribuite in 59 giorni di pioggia, con un picco in autunno ed un minimo in estate.
| Capo Corso (1961-1990)          | Mesi | Mesi | Mesi | Mesi | Mesi | Mesi | Mesi | Mesi | Mesi | Mesi | Mesi | Mesi | Stagioni | Stagioni | Stagioni | Stagioni | Anno  |
| Capo Corso (1961-1990)          | Gen  | Feb  | Mar  | Apr  | Mag  | Giu  | Lug  | Ago  | Set  | Ott  | Nov  | Dic  | Inv      | Pri      | Est      | Aut      | Anno  |
| ------------------------------- | ---- | ---- | ---- | ---- | ---- | ---- | ---- | ---- | ---- | ---- | ---- | ---- | -------- | -------- | -------- | -------- | ----- |
| T. max. media (°C)              | 11,8 | 12,1 | 13,6 | 16,3 | 20,2 | 24,0 | 27,3 | 27,1 | 24,1 | 20,2 | 15,8 | 12,9 | 12,3     | 16,7     | 26,1     | 20,0     | 18,8  |
| T. min. media (°C)              | 8,1  | 7,9  | 9,0  | 11,0 | 14,2 | 17,7 | 20,8 | 21,0 | 18,8 | 15,8 | 11,9 | 9,1  | 8,4      | 11,4     | 19,8     | 15,5     | 13,8  |
| Giorni di calura (Tmax ≥ 30 °C) | 0    | 0    | 0    | 0    | 0    | 0,9  | 4,3  | 4,2  | 0,3  | 0,0  | 0,0  | 0,0  | 0,0      | 0,0      | 9,4      | 0,3      | 9,7   |
| Giorni di gelo (Tmin ≤ 0 °C)    | 0,4  | 0,1  | 0,1  | 0,0  | 0,0  | 0,0  | 0,0  | 0,0  | 0,0  | 0,0  | 0,0  | 0,0  | 0,5      | 0,1      | 0,0      | 0,0      | 0,6   |
| Precipitazioni (mm)             | 50,0 | 48,0 | 49,8 | 38,9 | 28,4 | 22,4 | 6,3  | 19,2 | 46,0 | 67,1 | 75,4 | 51,9 | 149,9    | 117,1    | 47,9     | 188,5    | 503,4 |
| Giorni di pioggia               | 7    | 7    | 6    | 5    | 4    | 2    | 1    | 2    | 4    | 6    | 8    | 7    | 21       | 15       | 5        | 18       | 59    |

### Dati climatologici 1951-1980
In base alla media trentennale 1951-1980, la temperatura media del mese più freddo, gennaio, si attesta a +9,9 °C; quella del mese più caldo, agosto, è di circa +24,1 °C. Mediamente si contano annualmente 10,4 giorni con temperatura massima eguale o superiore ai 30 °C e 0,8 giorni di gelo.
Le precipitazioni medie annue sono di 436,6 mm, mediamente distribuite in 58 giorni di pioggia, con un picco in autunno ed un minimo in estate.
| Capo Corso (1951-1980)          | Mesi | Mesi | Mesi | Mesi | Mesi | Mesi | Mesi | Mesi | Mesi | Mesi | Mesi | Mesi | Stagioni | Stagioni | Stagioni | Stagioni | Anno  |
| Capo Corso (1951-1980)          | Gen  | Feb  | Mar  | Apr  | Mag  | Giu  | Lug  | Ago  | Set  | Ott  | Nov  | Dic  | Inv      | Pri      | Est      | Aut      | Anno  |
| ------------------------------- | ---- | ---- | ---- | ---- | ---- | ---- | ---- | ---- | ---- | ---- | ---- | ---- | -------- | -------- | -------- | -------- | ----- |
| T. max. media (°C)              | 11,9 | 12,2 | 13,7 | 16,5 | 20,3 | 24,2 | 27,2 | 27,3 | 24,3 | 20,0 | 15,9 | 13,0 | 12,4     | 16,8     | 26,2     | 20,1     | 18,9  |
| T. min. media (°C)              | 7,9  | 7,9  | 8,9  | 11,1 | 14,2 | 17,8 | 20,6 | 20,8 | 18,7 | 15,4 | 11,8 | 9,2  | 8,3      | 11,4     | 19,7     | 15,3     | 13,7  |
| Giorni di calura (Tmax ≥ 30 °C) | 0    | 0    | 0    | 0    | 0    | 1,0  | 4,3  | 4,8  | 0,3  | 0,0  | 0,0  | 0,0  | 0,0      | 0,0      | 10,1     | 0,3      | 10,4  |
| Giorni di gelo (Tmin ≤ 0 °C)    | 0,3  | 0,4  | 0,1  | 0,0  | 0,0  | 0,0  | 0,0  | 0,0  | 0,0  | 0,0  | 0,0  | 0,0  | 0,7      | 0,1      | 0,0      | 0,0      | 0,8   |
| Precipitazioni (mm)             | 43,0 | 46,7 | 46,4 | 33,7 | 25,5 | 15,8 | 3,9  | 13,4 | 37,7 | 51,9 | 66,4 | 52,2 | 141,9    | 105,6    | 33,1     | 156,0    | 436,6 |
| Giorni di pioggia               | 7    | 7    | 6    | 5    | 4    | 2    | 1    | 2    | 4    | 5    | 8    | 7    | 21       | 15       | 5        | 17       | 58    |

### Dati climatologici 1941-1970
In base alla media trentennale 1941-1970, la temperatura media del mese più freddo, gennaio, si attesta a +9,8 °C; quella del mese più caldo, luglio, è di circa +24,3 °C. Mediamente si contano annualmente 12,8 giorni con temperatura massima eguale o superiore ai 30 °C e 1 giorno di gelo.
Le precipitazioni medie annue sono di 355,1 mm, mediamente distribuite in 51 giorni di pioggia, con un picco in autunno ed un minimo in estate.
| Capo Corso (1941-1970)          | Mesi | Mesi | Mesi | Mesi | Mesi | Mesi | Mesi | Mesi | Mesi | Mesi | Mesi | Mesi | Stagioni | Stagioni | Stagioni | Stagioni | Anno  |
| Capo Corso (1941-1970)          | Gen  | Feb  | Mar  | Apr  | Mag  | Giu  | Lug  | Ago  | Set  | Ott  | Nov  | Dic  | Inv      | Pri      | Est      | Aut      | Anno  |
| ------------------------------- | ---- | ---- | ---- | ---- | ---- | ---- | ---- | ---- | ---- | ---- | ---- | ---- | -------- | -------- | -------- | -------- | ----- |
| T. max. media (°C)              | 11,8 | 12,1 | 13,7 | 16,9 | 20,6 | 24,7 | 27,6 | 27,4 | 24,6 | 20,4 | 16,1 | 13,0 | 12,3     | 17,1     | 26,6     | 20,4     | 19,1  |
| T. min. media (°C)              | 7,8  | 7,8  | 8,9  | 11,4 | 14,5 | 18,0 | 20,9 | 21,0 | 19,0 | 15,8 | 12,0 | 9,2  | 8,3      | 11,6     | 20,0     | 15,6     | 13,9  |
| Giorni di calura (Tmax ≥ 30 °C) | 0    | 0    | 0    | 0    | 0,1  | 1,2  | 5,7  | 5,2  | 0,6  | 0,0  | 0,0  | 0,0  | 0,0      | 0,1      | 12,1     | 0,6      | 12,8  |
| Giorni di gelo (Tmin ≤ 0 °C)    | 0,3  | 0,5  | 0,1  | 0,0  | 0,0  | 0,0  | 0,0  | 0,0  | 0,0  | 0,0  | 0,0  | 0,1  | 0,9      | 0,1      | 0,0      | 0,0      | 1,0   |
| Precipitazioni (mm)             | 32,9 | 36,7 | 31,4 | 26,8 | 16,8 | 10,6 | 2,2  | 8,8  | 31,7 | 35,8 | 66,1 | 55,3 | 124,9    | 75,0     | 21,6     | 133,6    | 355,1 |
| Giorni di pioggia               | 6    | 6    | 5    | 4    | 3    | 2    | 0    | 1    | 3    | 5    | 8    | 8    | 20       | 12       | 3        | 16       | 51    |

### Dati climatologici 1931-1960
In base alla media trentennale 1931-1960, la temperatura media del mese più freddo, febbraio, si attesta a quasi +9,8 °C; quella del mese più caldo, agosto, è di +24,4 °C. Mediamente si contano annualmente 14,7 giorni con temperatura massima eguale o superiore ai 30 °C e 1,2 giorni di gelo.
Le precipitazioni medie annue sono di 380,4 mm, mediamente distribuite in 55 giorni di pioggia, con un picco in autunno ed un minimo in estate.
| Capo Corso (1931-1960)          | Mesi | Mesi | Mesi | Mesi | Mesi | Mesi | Mesi | Mesi | Mesi | Mesi | Mesi | Mesi | Stagioni | Stagioni | Stagioni | Stagioni | Anno  |
| Capo Corso (1931-1960)          | Gen  | Feb  | Mar  | Apr  | Mag  | Giu  | Lug  | Ago  | Set  | Ott  | Nov  | Dic  | Inv      | Pri      | Est      | Aut      | Anno  |
| ------------------------------- | ---- | ---- | ---- | ---- | ---- | ---- | ---- | ---- | ---- | ---- | ---- | ---- | -------- | -------- | -------- | -------- | ----- |
| T. max. media (°C)              | 12,1 | 12,1 | 14,1 | 16,9 | 20,7 | 25,1 | 27,8 | 27,8 | 25,1 | 20,3 | 16,0 | 13,3 | 12,5     | 17,2     | 26,9     | 20,5     | 19,3  |
| T. min. media (°C)              | 7,8  | 7,4  | 8,9  | 11,0 | 14,2 | 18,0 | 20,8 | 21,0 | 19,1 | 15,4 | 11,9 | 9,5  | 8,2      | 11,4     | 19,9     | 15,5     | 13,8  |
| Giorni di calura (Tmax ≥ 30 °C) | 0    | 0    | 0    | 0    | 0    | 1,2  | 6,6  | 6,1  | 0,8  | 0,0  | 0,0  | 0,0  | 0,0      | 0,0      | 13,9     | 0,8      | 14,7  |
| Giorni di gelo (Tmin ≤ 0 °C)    | 0,3  | 0,7  | 0,1  | 0,0  | 0,0  | 0,0  | 0,0  | 0,0  | 0,0  | 0,0  | 0,0  | 0,1  | 1,1      | 0,1      | 0,0      | 0,0      | 1,2   |
| Precipitazioni (mm)             | 30,4 | 34,2 | 39,7 | 34,1 | 24,8 | 7,2  | 5,1  | 7,0  | 27,5 | 45,3 | 68,5 | 56,6 | 121,2    | 98,6     | 19,3     | 141,3    | 380,4 |
| Giorni di pioggia               | 5    | 6    | 6    | 5    | 4    | 2    | 1    | 1    | 4    | 5    | 8    | 8    | 19       | 15       | 4        | 17       | 55    |

### Dati climatologici 1921-1950
In base alla media trentennale 1921-1950, la temperatura media del mese più freddo, febbraio, si attesta a quasi +9,5 °C; quella del mese più caldo, luglio, è di circa +24,1 °C. Mediamente si contano annualmente 10,9 giorni con temperatura massima eguale o superiore ai 30 °C e 0,9 giorni di gelo.
Le precipitazioni medie annue sono di 437,3 mm, mediamente distribuite in 56 giorni di pioggia, con un picco in autunno ed un minimo in estate.
| Capo Corso (1921-1950)          | Mesi | Mesi | Mesi | Mesi | Mesi | Mesi | Mesi | Mesi | Mesi | Mesi | Mesi | Mesi | Stagioni | Stagioni | Stagioni | Stagioni | Anno  |
| Capo Corso (1921-1950)          | Gen  | Feb  | Mar  | Apr  | Mag  | Giu  | Lug  | Ago  | Set  | Ott  | Nov  | Dic  | Inv      | Pri      | Est      | Aut      | Anno  |
| ------------------------------- | ---- | ---- | ---- | ---- | ---- | ---- | ---- | ---- | ---- | ---- | ---- | ---- | -------- | -------- | -------- | -------- | ----- |
| T. max. media (°C)              | 12,0 | 11,9 | 13,7 | 16,3 | 20,4 | 24,8 | 27,4 | 27,2 | 24,6 | 20,3 | 16,3 | 12,9 | 12,3     | 16,8     | 26,5     | 20,4     | 19,0  |
| T. min. media (°C)              | 7,5  | 7,0  | 8,5  | 10,5 | 13,9 | 17,9 | 20,7 | 20,6 | 18,7 | 15,1 | 11,4 | 8,4  | 7,6      | 11,0     | 19,7     | 15,1     | 13,4  |
| Giorni di calura (Tmax ≥ 30 °C) | 0    | 0    | 0    | 0    | 0    | 0,6  | 5,3  | 4,4  | 0,6  | 0,0  | 0,0  | 0,0  | 0,0      | 0,0      | 10,3     | 0,6      | 10,9  |
| Giorni di gelo (Tmin ≤ 0 °C)    | 0,3  | 0,4  | 0,1  | 0,0  | 0,0  | 0,0  | 0,0  | 0,0  | 0,0  | 0,0  | 0,0  | 0,1  | 0,8      | 0,1      | 0,0      | 0,0      | 0,9   |
| Precipitazioni (mm)             | 47,5 | 39,4 | 37,3 | 39,5 | 25,4 | 10,6 | 10,1 | 10,4 | 22,6 | 62,2 | 72,9 | 59,4 | 146,3    | 102,2    | 31,1     | 157,7    | 437,3 |
| Giorni di pioggia               | 6    | 6    | 6    | 5    | 3    | 2    | 1    | 1    | 3    | 6    | 9    | 8    | 20       | 14       | 4        | 18       | 56    |

## Temperature estreme mensili dal 1894 ad oggi
Nella tabella sottostante sono riportate le temperature massime e minime assolute mensili, stagionali ed annuali dal 1894 ad oggi, con il relativo anno in cui queste sono state registrate. La massima assoluta del periodo esaminato di +39,5 °C è del luglio 1983, mentre la minima assoluta di -5,0 °C è del febbraio 1956.
| Capo Corso (1894-2023) | Mesi        | Mesi        | Mesi        | Mesi        | Mesi        | Mesi        | Mesi        | Mesi        | Mesi        | Mesi        | Mesi        | Mesi        | Stagioni | Stagioni | Stagioni | Stagioni | Anno |
| Capo Corso (1894-2023) | Gen         | Feb         | Mar         | Apr         | Mag         | Giu         | Lug         | Ago         | Set         | Ott         | Nov         | Dic         | Inv      | Pri      | Est      | Aut      | Anno |
| ---------------------- | ----------- | ----------- | ----------- | ----------- | ----------- | ----------- | ----------- | ----------- | ----------- | ----------- | ----------- | ----------- | -------- | -------- | -------- | -------- | ---- |
| T. max. assoluta (°C)  | 22,0 (2004) | 19,9 (2007) | 24,8 (2001) | 29,1 (2012) | 34,0 (2007) | 37,5 (2022) | 39,5 (1983) | 39,2 (2017) | 35,1 (2008) | 29,5 (2014) | 24,6 (1985) | 23,4 (1989) | 23,4     | 34,0     | 39,5     | 35,1     | 39,5 |
| T. min. assoluta (°C)  | −4,0 (1963) | −5,0 (1956) | −2,0 (1971) | 2,8 (1910)  | 4,4 (1910)  | 8,0 (1898)  | 11,4 (1910) | 12,2 (1908) | 8,0 (1894)  | 5,4 (1917)  | 1,6 (1915)  | −1,2 (1961) | −5,0     | −2,0     | 8,0      | 1,6      | −5,0 |